# San Juan (Iruya)
San Juan ist ein kleines Dorf im Nordwesten Argentiniens. Es gehört zum Departamento Iruya in der Provinz Salta und liegt 7 km nördlich des Dorfes Iruya, 3 km nordöstlich des Dorfes San Isidro und 4 km westlich des Dorfes Chiyayoc.
San Juan gehört zur Finca el Potrero. Das Dorf hat eine Schule (escuela N°4443) und lebt von Tourismus und Landwirtschaft. In San Juan werden Kartoffeln und Mais angebaut sowie Gänse, Ziegen und Schafe aufgezogen.
Von Iruya aus ist San Juan über einen streckenweise steilen Fußpfad in etwa 5 Stunden erreichbar.

## Veranstaltungen
Am 2. Februar findet das Patronatsfest statt.